# Manaquí de Serra do Mar
La manaquí de Serra do Mar (Neopelma chrysolophum) és un ocell de la família dels píprids (Pipridae).

## Hàbitat i distribució
Habita zones boscoses del sud-est del Brasil.